# Dichostemma
Dichostemma é um género botânico pertencente à família Euphorbiaceae.

## Espécies
- Dichostemma amplum
- Dichostemma glaucescens
- Dichostemma zenkeri

## Nome e referências
Dichostemma Pierre